# أولوجيو مارتينيز
أولوجيو مارتينيز (بالإسبانية: Eulogio Martínez)‏ (مواليد 11 يونيو 1935) هو لاعب كرة قدم. يلعب مع منتخب إسبانيا لكرة القدم. سبق له أن لعب في كأس العالم لكرة القدم مع منتخب بلاده.

## روابط خارجية
- أولوجيو مارتينيز على موقع الاتحاد الدولي (مؤرشف)  (الإنجليزية)
- أولوجيو مارتينيز على موقع قاعدة بيانات كرة القدم.إي يو (الإنجليزية)
- أولوجيو مارتينيز على موقع ناشيونال فوتبول تيمز (الإنجليزية)